# Periode (signaal)
Een periode van een signaal (golf, trilling, wisselstroom) is één volledige cyclus die steeds wordt herhaald. De periodetijd (symbool: T) is de tijdsduur van de periode (eenheid: seconde).
- Een sinusvormig signaal is 'opgebouwd' uit steeds dezelfde sinus.
- Een blokgolf is 'opgebouwd' uit steeds dezelfde puls en pauze.
- Een zaagtand of driehoek is 'opgebouwd uit steeds dezelfde stijgende en dalende flank (elektrisch).

De periodetijd T (s) is het omgekeerde van de frequentie f (Hz):
{\displaystyle \tau ={\frac {1}{f}}}